# Singer Laren
Il Singer Laren è un museo e una sala da concerto situata nel centro di Laren, nei Paesi Bassi. Il museo è stato concepito per ospitare la collezione dell'artista statunitense William Henry Singer (1868-1943) e di sua moglie Anna.

## Descrizione
Nel 1954 la vedova di Singer fondò la Singer Memorial Foundation e nel 1956 il museo fu aperto nella loro casa sull'Oude Drift, con annessa ad essa una sala da concerto. Il museo ospita la collezione Singer con dipinti, sculture e manufatti, dei membri della Laren School, dell'Aja School (Pulchri Studio) e Bergen School. Tra le opere esposte nel museo vi sono quelle degli artisti come Bart van der Leck, Jan Sluijters, Leo Gestel, Chris Beekman, Jan Toorop, Mommie Schwarz, Gustave de Smet e Herman Kruyder.
Nel marzo 2020 il museo aveva in mostra il dipinto Giardino della canonica a Nuenen in primavera avuto in prestito dal Groninger Museum e che è stato rubato durante la chiusura del museo al pubblico a causa la pandemia di coronavirus 2019-2020.